# Hawaiis flag
Hawaiis flag består af striber i hvidt, rødt og blåt med Storbritanniens flag i øvre hjørne ved stangen. Flaget er baseret på det selvstændige Kongeriget Hawaiis flag fra 1816. Flaget er i størrelsesforholdet 1:2.
Storbritanniens flag kom ind som symbol for Hawaii ved at Kong Kamehameha 1. i 1793 modtog et unionsflag fra den britiske opdagelsesrejsende George Vancouver. Frem til 1816 benyttede Hawaii Storbritanniens flag som sit eget, både i versionen fra før unionen med Irland og i den version som fulgte som følge af indførelsen af patrikskorset, det vil sige den version vi kender i dag. Fra 1816 af blev flaget ændret så at flagdugen fik striber i rødt, hvidt og blåt. Dette blev videreført da Hawaii kom under USA som territorium fra 1898 af og er blevet officielt bekræftet gentagne gange.
Striberne i flagdugen forklares ved at repræsentere de otte øer i Hawaii-gruppen: Hawaii, Maui, Kaho‘olawe, Lāna‘i, Moloka‘i, O‘ahu, Kaua‘i og Ni‘ihau.